# Drăgoești (Ialomița)
Drăgoești è un comune della Romania di 928 abitanti, ubicato nel distretto di Ialomița, nella regione storica della Muntenia.
Il comune è formato dall'unione di 5 villaggi: Chiroiu-Pământeni, Chiroiu-Satu Nou, Chiroiu-Ungureni, Drăgoești, Valea Bisericii.